# Valdemarsviks kyrka
Valdemarsviks kyrka är en kyrkobyggnad i Valdemarsviks kommun som tillhör Valdemarsviks församling och Linköpings stift. 
Kyrkan uppfördes 1875–1877 och invigdes sistnämnda år. Kyrktorn och kyrkklockor invigdes 1905. Renoveringar av kyrkan har skett 1917 och 1977. Vid påsktiden 2008 rasade delar av innertaket ner. Raset blev en överraskning trots att det sedan flera år tillbaka funnits sprickor i taket. Kyrkan fick stängas för reparationer och fick ett nytt innertak av trä. En ramp som eliminerar trappsteget upp i koret ordnades och en ny ljudanläggning installerades, liksom en "ljusring" i koret för att förbättra belysningen. Dessutom försågs sakristian med delvis ny inredning och hela kyrkan målades om. I november 2008 återinvigdes kyrkan.

## Historik Valdemarsviks kyrka

### Kyrkobyggnaden

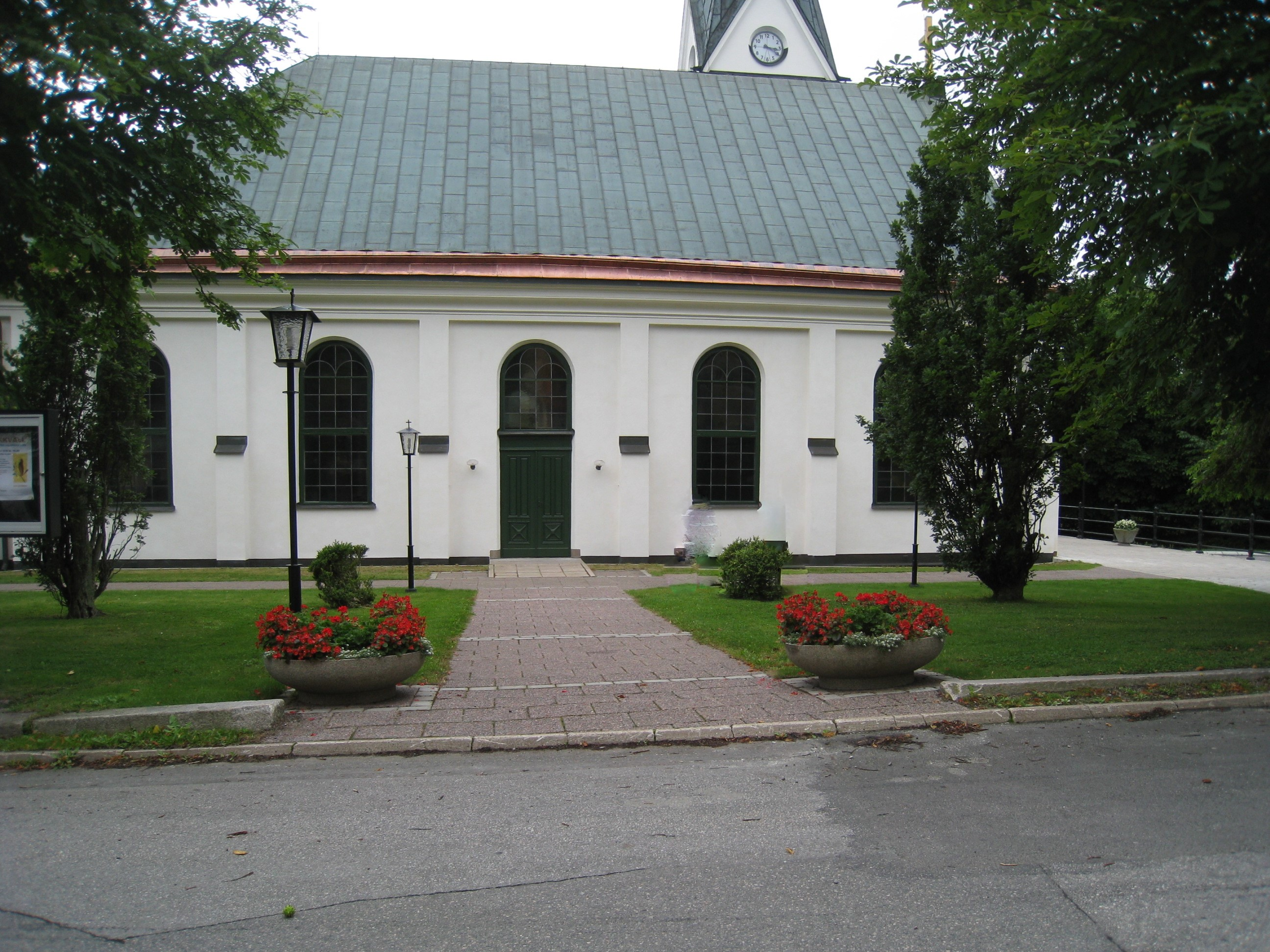
Kyrkans långhus, som nybyggdes åren 1875–1877 av arkitekt Axel Lindegren.

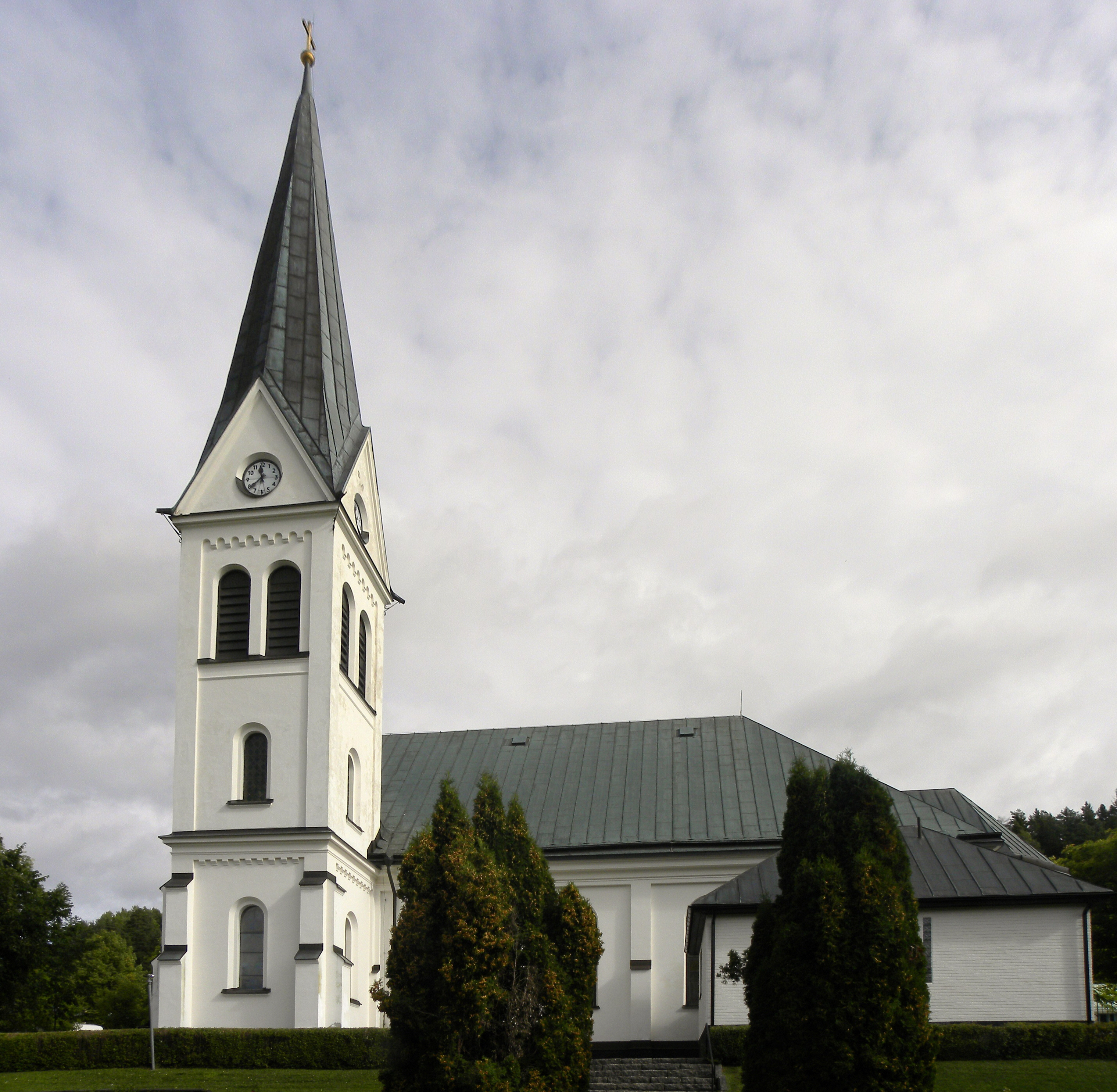
Kyrkans sidoställda klocktorn (kyrktorn) byggdes år 1905 efter ritningar av Karl Flodin, stadsarkitekt i Norrköping.

De första gudstjänsterna i Valdemarsvik firades i en lokal inrymd i ett hus vid Storgatan. 1870 väcktes tanken att bygga en riktig kyrka och medel samlades in på frivillig väg bl.a. genom en syförening bildad för ändamålet. Kyrkan invigdes den 5 augusti 1877. Den saknade torn och predikstolen var placerad ovanför altaret. 1905 byggdes ett klocktorn (kyrktorn) efter ritningar av arkitekt Karl Flodin. 
Valdemarsviks kyrka nybyggdes åren 1875–1877. De medverkande till kyrkans tillblivelse var byggmästare August Eriksson, arkitekt Axel Lindegren och byggmästare E. Schütz. Det var först 1919 som Valdemarsviks församling bildades. Innan dess var det Ringarum som var moderförsamlingen. Eftersom avståndet mellan Valdemarsvik och Ringarum var två mil tog ett kyrkobesök tog större delen av dagen. En samlingssal på ett hotell på Storgatan, invigd 1848, fungerade under en tid som provisorisk predikolokal. För kyrkans byggande började en frivillig insamling av medel år 1870. För att samla in medel för kyrkans byggande bildade samhällets damer en syförening, och en ansenlig summa samlades därigenom ihop genom auktioner, lotterier och basarer. Godsägare S.P. Forssberg skänkte tomten och byggmästare E. Schütz från Norrköping ansvarade för kyrkobyggandet. Redan 1875 hade man anskaffat ritningar och år 1877 var kyrkan färdigbyggd. Kyrkan byggdes i en för tiden typisk stilblandning av nyklassicism och nygotik. Kyrkan ritades och byggdes av byggmästare E Schütz åren 1875–1877. Den är uppförd i tegel med brant sadeltak, vitputsade fasader och nygotiska detaljer.
Kyrkan, som ursprungligen saknade torn, blev 1905 försedd med ett sidoställt torn ritat av Karl Flodin (1857–1930), som var stadsarkitekt i Norrköping. Tornet var bekostat genom en frivillig insamling. Genom en stor donation av läderfabrikören Lundberg i Valdemarsvik möjliggjordes en omfattande renovering av kyrkorummet 1917 ledd av arkitekten Axel Lindegren från Stockholm då större delen av den nuvarande inredningen tillkom. Vid en genomgripande restaurering utförd av byggnadsingenjör Ture Jangvik (1918–1999) i Linköping 1975–1977 ombyggdes östpartiet och en ny sakristia tillbyggdes.

### Kyrkorummet
Kyrkorummet byggdes i vitt och guld, och koret dominerades av en altarpredikstol och en rundad altarring med svarvade balustrar. Korets östvägg pryddes även av två målningar från 1877 föreställande "Jesu födelse" och "Jesu död" av dekorationsmålaren H. Liljequist från Valdemarsvik. I utsprånget bakom koret var sakristian placerad och hade en separat ingång utifrån.
Kyrkan saknade ursprungligen torn och man använde en träställning med järnbalk i stället för klockstapel. På den slog man med en träklubba. 1897 bildades Föreningen Klockan av kvinnorna i trakten för att samla medel till kyrkklockor, medan männen bildade en Tornbyggnadsförening som skaffade fram medel till tornbygget. År 1905 byggdes ett sidoställt torn under ledning av byggmästare August Eriksson (född 1875), Gryt, efter ritningar av Karl Flodin, stadsarkitekt i Norrköping.

### Restaurering 1917–1919

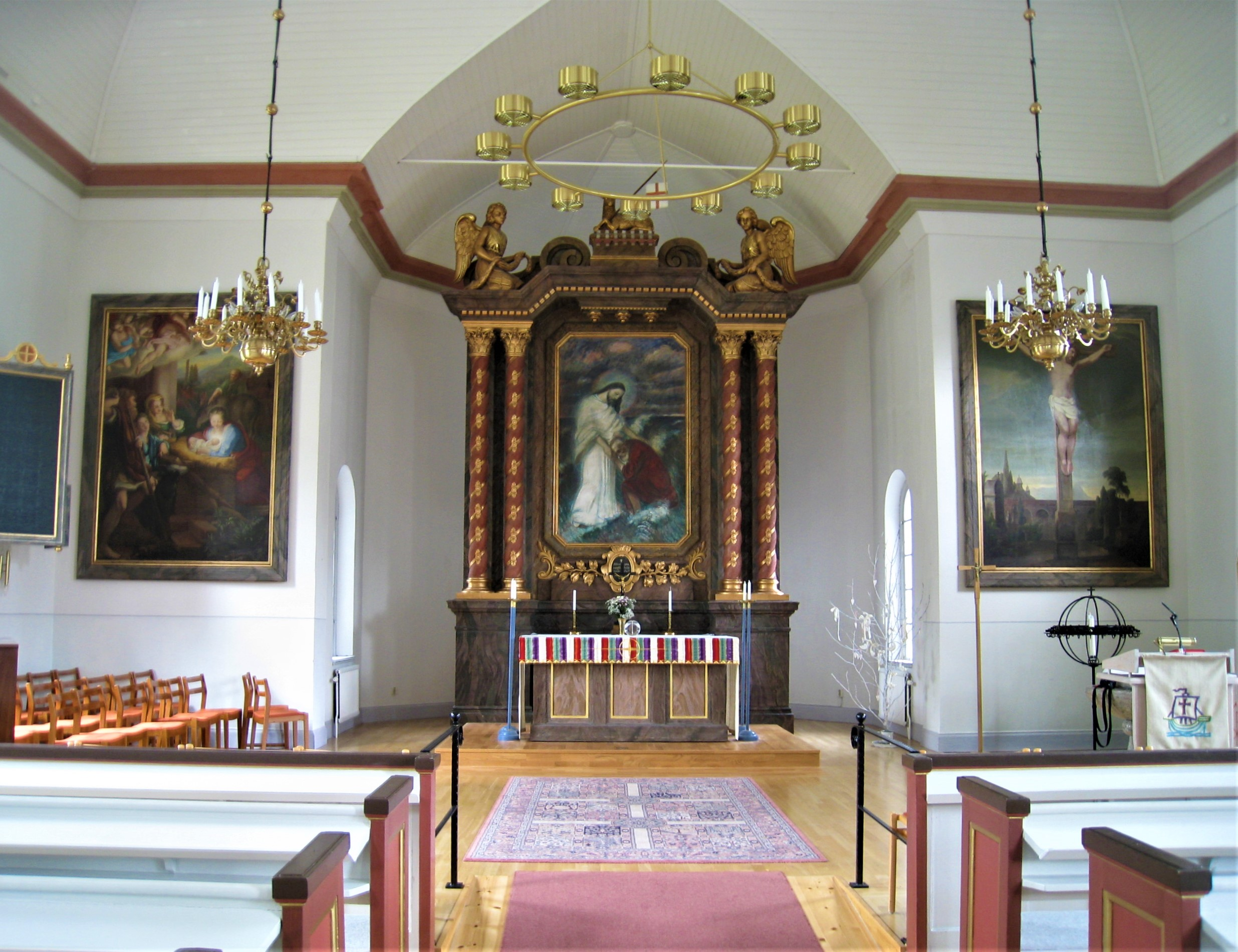
Koret i kyrkan med de två målningarna, till vänster Jesu födelse och till höger Jesu död på korset, av dekorationsmålaren H. Liljequist från 1877.

1917 gjordes en omfattande restaurering och kyrkan fick ny predikstol som placerades vid norra väggen. Då tillkom också altaruppsats med altartavla och nuvarande orgel och nya bänkar.
En donation från läderfabrikören Lundberg möjliggjorde en större restaurering som genomfördes 1917 av Axel Lindegren, arkitekt vid Överintendentsämbetet. 
Altarpredikstolen, altaret och altarringen togs bort och ersattes med ett nytt altare, altaruppsats, och predikstol ritat av Axel Lindegren själv i mörk färgskala i nationalromantisk stil. Även altarring, bänkinredning och nummertavla nygjordes.
En piporgel anskaffades av orgelbyggarfirman firma Setterquists orgelbyggeri.(firma ’E. A. Setterquist & Son) Den nya predikstolen placerades mot den norra väggen.
Altaruppsatsen försågs med en tavla av östgötakonstnären David Wallin (1876–1957), verksam i Stockholm. David Wallin var född och uppvuxen i Östra Husby på Vikbolandet och fick uppdraget att måla altartavlan i kyrkan av byggmästare Karl Hagvall (1873–1945) i Valdemarsvik. Altartavlan föreställer "Kristus och den sjunkande Petrus", den sjunkande Petrus räddas av Jesus.
De två övriga målningarna i koret, "Jesu födelse" och "Jesu död på korset" fick behålla sin plats i koret. De målades och skänktes till kyrkan 1877 av dekorationsmålaren H. Liljequist, Valdemarsvik.
Vid norra ingången tillkom ett vindfång. Kyrkans färgsättning förändrades till grått med marmoreringsmönster upp till valvet utfört av den kände dekorationsmålaren Filip Månsson (1864–1933) från Stockholm. Dessutom tillkom en mängd inventarier i form av gåvor.
Mindre förändringar såsom inrättande av ett dop- och vigselkapell i tornets bottenvåning skedde 1948, och på 1960-talet med insättandet av färgade antikfönster i kor och långhus samt utbyte av takens svartplåt mot kopparplåt.

### Restaurering 1977
Nästa restaurering ägde rum 1977 och då införlivades absiden bakom altaret med kyrkorummet. Där hade det tidigare varit sakristia. En tillbyggnad på södra sidan uppfördes för sakristia, förråd med mera. Predikstolen flyttades till södra väggen och tornkammaren inreddes till andaktsrum.
Församlingens önskemål om rymligare kor och sakristia föranledde en större ombyggnation 1975–1977. Byggnadsingenjören Ture Jangvik (1918–1999) som anlitades för arbetet föreslog en genomgripande lösning där sakristian som tidigare var placerad bakom koret flyttades till en ny tillbyggnad på korets södra sida. Samtidigt skulle den gamla sakristiedelen förhöjas och integreras i koret genom att mellanväggen avlägsnades för att efterlikna 1800-talskyrkor med korabsid. Församlingen accepterade förslaget som även innebar borttagande av altarringen, en flyttning av predikstolen till den södra väggen, nya innerdörrar, borttagande av en läktartrappa samt en ny lösning av vapenhus och läktarunderbyggnad. Därefter har inga markanta förändringar skett.

### Senaste restaureringen 2008
Den senaste restaureringen utfördes 2008. Då fick kyrkan ett nytt innertak av trä. En ramp som eliminerar trappsteget upp i koret ordnades och en ny ljudanläggning installerades, liksom en "ljusring" i koret för att förbättra belysningen. Dessutom försågs sakristian med delvis ny inredning och hela kyrkan målades om.

### Kommande restaurering
Inom kort ska några yttre arbeten på kyrkan också göras. Plåttak ska repareras, ytterväggarna lagas och delvis putsas om och västra entrén ska handikappanpassas.

## Inventarier

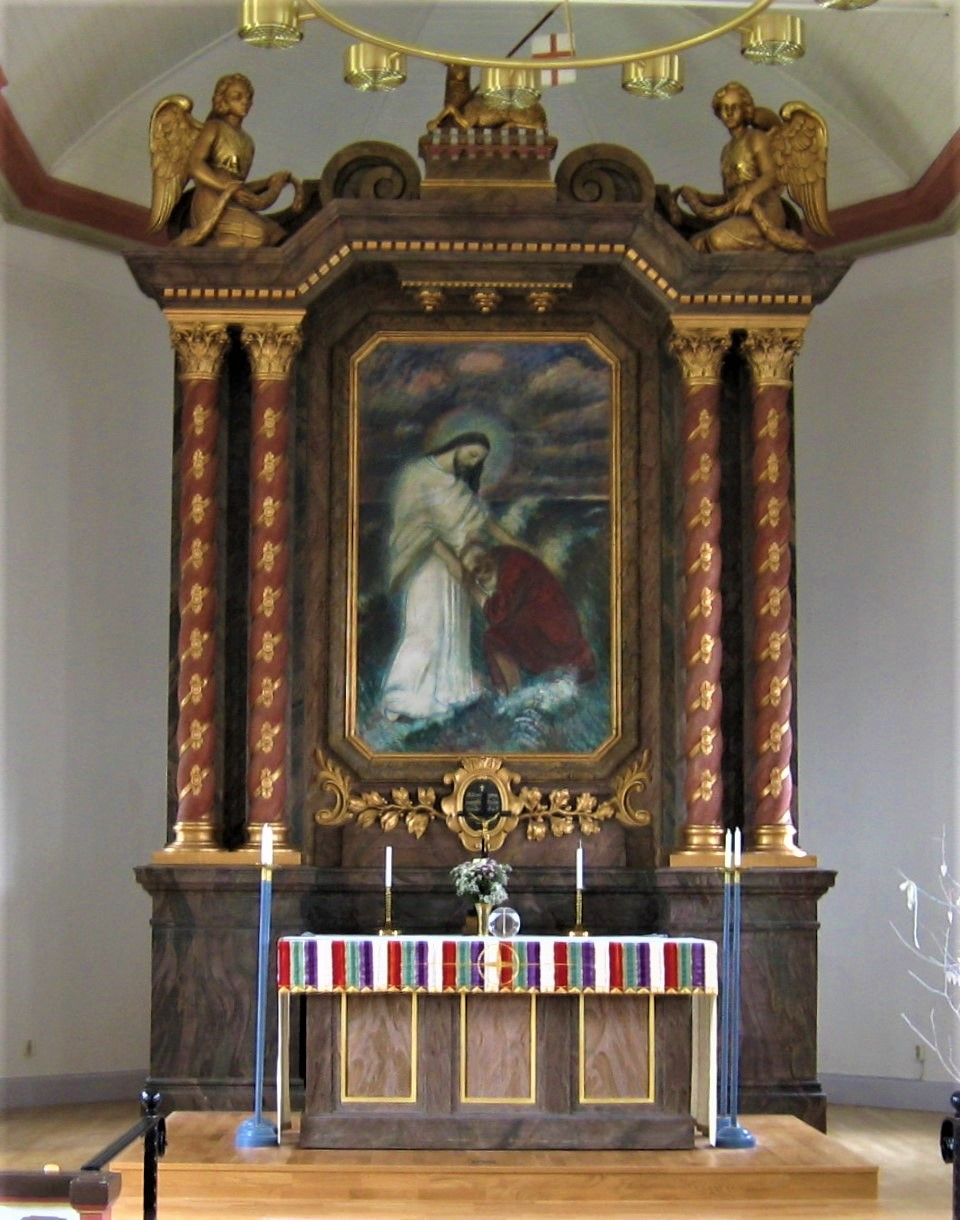
Altartavlan Kristus och den sjunkande Petrus målades av konstnären David Wallin 1918-1919, då kyrkan restaurerades.

- Bland inventarierna märks framför allt altartavlan, som föreställer "Jesus och den sjunkande Petrus", som räddas av Jesus. Den är målad 1918-1919 av östgötakonstnären David Wallin.[7]

- Altaret, altaruppsatsen och predikstolen är ritade av arkitekt Axel Lindegren i mörk färgskala i nationalromantisk stil. [8][9][10][11][12]

- De två övriga tavlorna i koret, "Jesu födelse"[13] och "Jesu död på korset",[14] målades och skänktes till kyrkan 1877 av dekorationsmålaren H. Liljequist, Valdemarsvik.

- Dopfunten är ritad av Maj Eriksson, Valdemarsvik och tillverkad 1977 i gotländsk marmor av stenhuggaren Olov Nilsson, Burgsvik.[15]

- Vid restaureringen 1917 fick kyrkan ny en predikstol, som placerades vid norra väggen.[16][17]

- Glasmålningarna i tornkammaren är signerade konstnären Milan Vobruba och insattes 1977 och 1985.[18] Ytterligare en glasmålning av samma konstnär finns i det lilla andaktsrummet mellan kyrkan och sakristian. Kristallkronan.[19]

- Votivskeppet är en modell av råsegelskonaren "Konstantin" som gick i fraktfart på Östersjön i slutet av 1800-talet. Modellen är tillverkad av Manfred Pettersson, Norrköping, och skänkt till kyrkan 1962.[20]

### Orgel
- Orgeln är byggd av E. A. Setterqvist & Son AB, Örebro, år 1917. Den disponerades om 1960 av Jacoby Orgelverkstad och har tolv stämmor fördelade på två manualer och pedal.[21] Orgeln är mekanisk och pneumatisk, och har ett tonomfång på 56/30.

| Huvudverk I  | Svällverk II   | Pedal       | Koppel    |
| Rörflöjt 8’  | Koppelflöjt 8’ | Subbas 16’  | I/P       |
| Principal 4’ | Kvintadena 4’  | Koralbas 4’ | II/P      |
| Flöjt 4’     | Principal 2’   |             | II/I      |
| Gemshorn 2’  | Sifflöjt 1’    |             | I 4'/I    |
| Mixtur IV    | Terzian II     |             | II 16'/II |

## Kyrkoparken
Kyrkotomten som utgörs av en brant sydsluttning var inte lämplig som begravningsplats utan stod länge som gärde. I samband med församlingshemmets byggande ordnades tomten som kyrkopark efter ritningar av Carl Rydell. Det utfördes som reservarbete under den rådande arbetslösheten 1936. Parken blev terrasserad i fyra nivåer som utgörs av häckar, rabatter och gräsmattor. En mittgång med trappor och en fontän delar parken i två halvor. En låg mur finns runt kyrkparken som inramas av bland annat kastanjträd. Norr om kyrkan är marken besådd med gräs. En parkeringsplats finns väster om kyrkan.
En begravningsplats med tillhörande kapell (kallat det Nygrenska kapellet efter donatorn, kamrer Hugo Nygren) utformad av arkitekten Sigurd Lewerentz anordnades 1917 vid den så kallade Tegelhagen ca 500 m väster om kyrkan. En beskrivning och historik av begravningsplatsen och kapellet redovisas i separat rapport från utförd kyrkogårdsinventering.